# 辛克-苏尔反应
辛克-苏尔反应是傅-克烷基化反应的一个特例，首先由泰奥多尔·辛克和苏尔描述。
这个反应的经典例子是把p-甲酚转化成一个环己二烯酮（在催化剂氯化铝和溶剂四氯化碳的帮助下）。Melvin Newman，一名美国化学家，在1950年代深入研究了这个反应，并报告了一些改进的步骤以及机理研究。
该反应的产物是己二烯雌酚-苯重排反应的原料。